# تولنافتات
تولنافتات (Tolnaftate) هو دواء اصطناعي ثيوكربامات يمكن أن يباع كعامل يستخدم كمؤشر مضاد للفطريات، وهو يعتبر من الأدوية متاحة بدون وصفة يُطبق موضعياً. يتوفر في عدة صور كريم، مسحوق، رذاذ، وسائل هباء جوي. يستخدم تولنافتات لعلاج الأمراض الفطرية مثل حكة جوك، قدم الرياضي وسعفة.

## الاستعمال الطبي
- سعفة الأرفاغ.
- سعفة الجسد، سعفة القدم، سعفة اليد.
- السعفة المبرقشة.[3]

## آلية التأثير
يخرب الفطريات المتحسسة له بآلية التأثير سلياً على بعض العمليات الأنزيمية التي ضمنها.

## مضادات الاستطباب
- فرط الحساسية للمركب أو لأحد مكوناته.
- إنتانات الأظافر أو الفروة.

## الاستخدام خلال الحمل
ينتمي هذا الدواء للمجموعة C.

## الجرعة
الأطفال والبالغين (موضعياً): في البداية اغسل وجفف المنطقة المؤوفة وضع عليها 1-3 نقاط من المحلول، أو كمية قليلة من البودرة أو الرهيم وادهنه عليها 2-3 مرات/يوم لمدة 2-4 أسابيع.

## الحرائك الدوائية
تبدأ الاستجابة السريرية لتأثيره خلال 24-72 ساعة من تطبيقه.

## الآثار الجانبية
تحدث بنسبة 1-10%:
- جلدية: حطة، التهاب جلد تماسي.
- موضعية: لسع، تخريش.[5]

## تحذيرات
- تجنب تلامسه مع العين، وطبقه على منطقة جافة ونظيفة.
- راجع الطبيب في حال لم تتحسن الحالة أو أنها قد ساءت رغم مرور 10 أيام على بدء استخدامك المحضر.
- عادةً يزول الألم أو حس الحرق أو الحكة خلال 24-72 ساعة من تطبيقه.
- لا يُنصح باستخدام المرهم لعلاج إنتانات الفروة أو الأظافر.
- يجب الحيلولة دون وصوله للعين.
- يجب إيقافه في حال عدم حدوث تحسن رغم الاستمرار باستخدامه لمدة 4 أسابيع.
- لا يفيد وحده في علاج إنتانات الجريبات الشعرية أو الأظافر.[5]

## المستحضرات الصيدلانية
- سائل يُطبق إرذاذاً: 1% (59.2مل، 90مل، 120مل).
- بودرة تُطبق إرذاذاً: 1% (56.7غ، 100غ، 105غ، 150غ).

رهيم: 1% (15غ، 30غ).
- هلام: 1% (15غ).
- بودرة عادية: 1% (45غ، 90غ).
- سائل عادي: 1% (10مل).